# بال‌لار
بال‌لار (به لاتین: Ballar) یک منطقه مسکونی در جمهوری آذربایجان است که در شهرستان آق‌دام واقع شده است.